# Lobelia nana
Lobelia nana är en klockväxtart som beskrevs av Carl Sigismund Kunth. Lobelia nana ingår i släktet lobelior, och familjen klockväxter. Inga underarter finns listade i Catalogue of Life.